# أل هندرسون
أل هندرسون (بالإنجليزية: Al Henderson)‏ (24 سبتمبر 1950 في ترينيداد وتوباغو - ) هو لاعب كرة قدم ترينيداد وتوباغو في مركز الهجوم. لعب مع Baltimore Comets ‏.